# حصارآباد
حصارآباد یک منطقهٔ مسکونی در ایران است که در دهستان گیلوان واقع شده‌است. حصارآباد ۶۴ نفر جمعیت دارد.